# Rima (Fluss)
Der Rima ist ein rechter Nebenfluss des Sokoto im äußersten Nordwesten Nigerias.

## Verlauf
Er hat sein Quellgebiet in dem Bundesstaat Katsina, wie der Hauptfluss Sokoto, in den er mündet, und entsteht aus dem Zusammenfluss der Flüsse Bunsuru und Gagere bei der Stadt Isa. Er fließt zunächst in nordwestliche Richtung, der Grenze zum Niger entgegen. Kurz vor der Grenze ändert er seine Richtung auf südwest. Seine wichtigsten Nebenflüsse sind Tarka und Goulbi N’Kaba, die sich praktisch die Mündung kurz nach dem Goronyo Reservoir teilen, und Goulbin Maradi. Tarka und N’Kaba kommen aus dem Wüstenklima des Niger und stellen den größten Teil des Einzugsgebiets des Rima. Dennoch steuern sie kaum Wasser bei und liegen den überwiegenden Teil des Jahres trocken.
Der nigerianische Teil des Rima-Sokoto Einzugsgebietes ist kurz nach dem Zusammenfluss der beiden Flüsse 57.000 km² groß, wobei der Anteil des Sokoto 12.000 km² entspricht. Praktisch der gesamte Teil des Einzugsgebiets im Niger gehört zum Rima.

## Hydrometrie
Die Durchflussmenge des Flusses wurde an der Mündung in m³/s gemessen

## Identifikation
In manchen Quellen wird der Rima als Haupt- und der Sokoto als Nebenfluss bezeichnet.

## Nutzung
Der Rima hat lokal vor allem Relevanz für die Bewässerung in dem ariden Klima.